# 콘스탄틴 아센 1세
콘스탄틴 아센 1세(불가리아어: Константин Асен I) 흔히 콘스탄틴 티흐(불가리아어: Константин Тих)는 1257년에서 1277년까지 불가리아의 차르였다. 그는 스코페의 귀족 티호미르(티흐)의 아들이었고 그의 외할아버지는 세르비아의 스테판 네마냐였다.

## 생애

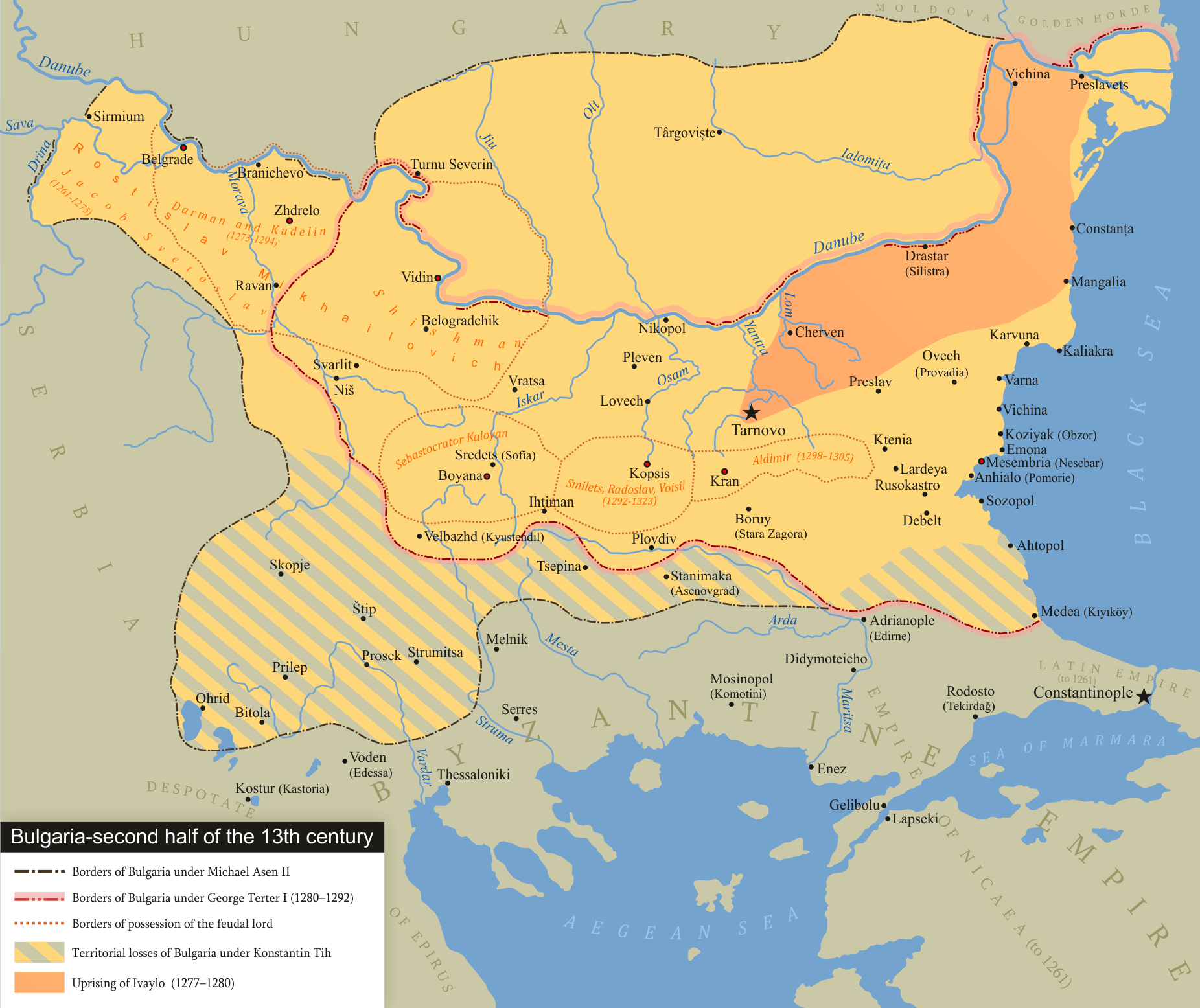
13세기 후반의 불가리아.

1257년 콘스탄틴 티흐는 귀족들에 의해 미초 아센을 대신한 차르로 선출되었다. 1261년 미초는 패배하여 비잔티움 제국의 미카일 8세에게 망명하였다. 콘스탄틴 티흐는 그의 법적 통치자로의 지위를 강화하기 위해 '아센'이라는 이름을 채택했고 니카이아 제국의 테오도로스 2세와 이반 아센 2세의 딸 엘레나의 딸 이레네와 결혼하였다.
1259년에서 1261년까지 콘스탄틴 티흐는 헝가리의 벨러 4세와 전쟁을 벌였다. 1259년 헝가리의 첫 침입의 결과로 1260년 콘스탄틴 티흐는 잠깐 동안 바나트를 탈환하였다. 1261년 미래의 왕 이슈트반 5세의 지휘 아래 헝가리는 바나트를 되찾고 불가리아의 비딘과 롬을 점령하였다. 불가리아는 루스의 왕자 출신 야코프 스베토슬라프에 의해 비딘을 되찾았으나, 그는 비딘에서 불가리아와 헝가리 양쪽과의 관계를 유지하면서 독자 세력을 형성하였다.
1261년 비잔티움의 미카일 8세가 콘스탄틴의 처남 요한네스 4세를 폐위한 후 장님으로 만들었고, 이에 요한네스 4세의 누나였던 황후 이레네와 콘스탄틴은 분개하였다. 1264년 콘스탄틴 티흐는 몽골의 비잔티움 침입에 참여하였지만 그의 성공은 불가리아의 위치를 개선하지 못하였다.
1268년 이레네의 사후 1269년 콘스탄틴은 미카일 8세의 조카 마리아 팔라이올로기나와 결혼하여 화해하고자 하였다. 하지만 마리아의 약속된 지참금과 메셈브리아를 둘러싼 분쟁은 다시 관계를 악화시켰다. 불가리아는 라틴 제국의 회복을 목적으로 하던 시칠리아의 왕 카를로 1세와 동맹을 맺었다. 미카일 8세는 그의 사생아인 유프로시네를 킵차크 칸국의 노가이 칸과 결혼시키는 것으로 반격하여, 1274년 노가이는 비잔티움의 동맹으로서 불가리아를 약탈하였다. 같은 해 미카일 8세의 로마 교회와의 통합을 모색하려던 시도인 제 2차 리옹 공의회 불가리아와 비잔티움의 관계는 악화되었고, 불가리아의 황후 마리아와 그녀의 모친은 로마 교회와의 연합을 반대하는 비잔티움 귀족들의 편에 섰다.
그의 통치 말년 콘스탄틴 1세는 말에서 떨어지는 사고를 겪은 후 부분적으로 마비되었고 원인 모를 통증에 시달렸다. 불가리아의 통치권은 마리아 팔라이올로기나의 손에 들어갔고, 1272년 그녀는 자신의 아들 미하일 아센 2세를 공동 황제로 즉위시켰다. 그녀는 1270년대 비잔티움 제국과의 관계를 주도하였고 비딘의 야코프 스베토슬라프를 먼저 굴복시킨 후 1276년에 살해하였다.
경비를 많이 지출하면서도 성공적이지 못한 전쟁, 거듭되는 몽골의 침입과 경제적 불안정으로 1277년 불가리아에서는 이바일로의 난이 발발하였다. 콘스탄틴은 이바일로를 공격하러 나섰으나, 대패하고 살해당하였다.

## 가족
콘스탄틴 티흐는 세 차례 결혼하였다. 첫번째 아내에 대해서는 알려져 있지 않다. 두번째 아내 니카이아의 이레네와의 사이에서는 자식이 없었다. 세번째 아내 마리아 팔라이올로기나와는 후에 황제가 되는 미하일 아센 2세가 있었다.

## 참고 문헌
- John V.A. Fine, Jr., The Late Medieval Balkans, Ann Arbor, 1987.

| 전임 미초 아센 | 제2차 불가리아 제국의 차르 1257년 ~ 1277년 | 후임 미하일 아센 2세와 이바일로 |